# Peng Ming-yang
Peng Ming-yang (* 10. Juni 1998 in Zhudong, Landkreis Hsinchu) ist ein taiwanesischer Hürdenläufer, der sich auf die 400-Meter-Distanz spezialisiert hat und über diese Distanz aktuell Inhaber des taiwanischen Landesrekordes ist.

## Sportliche Laufbahn
Erste internationale Erfahrungen sammelte Peng Ming-yang im Jahr 2019, als er bei der Sommer-Universiade in Neapel mit 51,54 s im Halbfinale über 400 Meter Hürden ausschied. 2023 belegte er bei den Asienmeisterschaften in Bangkok in 50,33 s den siebten Platz. Im August siegte er mit neuem Landesrekord von 48,62 s bei den World University Games in Chengdu, ehe er im Oktober bei den Asienspielen in Hangzhou in 50,97 s den siebten Platz belegte.
2022 wurde Penh taiwanischer Meister im 400-Meter-Hürdenlauf.

## Persönliche Bestleistungen
- 400 Meter: 47,76 s, 23. Februar 2023 in Kaohsiung
- 400 Meter Hürden: 48,62 s, 4. August 2023 in Chengdu (taiwanischer Rekord)